# قرة تشاي حاج علي (سهند أباد)
قرة تشاي حاج علي (بالفارسية: قره‌چای حاج‌علی) هي منطقة سكنية تقع في إيران في قسم سهند أباد الريفي. يقدر عدد سكانها بـ 508 نسمة .